# Milan Týnský
Milan Týnský (19. června 1942 – 28. listopadu 2005) byl český silniční motocyklový závodník.

## Závodní kariéra
V mistrovství Československa silničních motocyklů startoval v letech 1968–1971. Závodil ve třídách do 250 cm³ a 350 cm³ na motocyklech Jawa. V mistrovství Československa skončil nejlépe na celkovém sedmém místě v letech 1970 a 1971 ve třídě do 350 cm³. Jeho nejlepším výsledkem v jednotlivém závodě mistrovství Československa je 2. místo ve Velkém Meziříčí v roce 1969 ve třídě do 250 cm³.

## Úspěchy
- Mistrovství Československa silničních motocyklů – celková klasifikace
  - 1968 do 250 cm³ – 16. místo – Jawa
  - 1968 do 350 cm³ – 11. místo – Jawa
  - 1969 do 250 cm³ – 10. místo – Jawa
  - 1969 do 350 cm³ – 13. místo – Jawa
  - 1970 do 250 cm³ – 9. místo – Jawa
  - 1970 do 350 cm³ – 7. místo – Jawa
  - 1971 do 250 cm³ – 17. místo – Jawa
  - 1971 do 350 cm³ – 7. místo – Jawa